# トレヴェニアン
トレヴェニアン（又はトレバニアン、Trevanian, 1931年6月12日 - 2005年12月14日）は、アメリカ合衆国の小説家、映画学者。本名はロドニー・ウィリアム・ウィテカー（Rodney William Whitaker）。ダナ大学で演劇の講師(1963-)、のちに准教授、コミュニケーション学科主任(-1966)。テキサス大学オースティン校スクール・オブ・コミュニケーションでラジオ・テレビ・映画学科助教(1966-)、のちに准教授、学科主任(-1974)。1973年、ノース・イースト・ロンドン・ポリテクニクで客員教授。 1977年ごろペンシルベニア大学とバックネル大学でも教えた。エマーソン大学でマス・コミュニケーション学科主任(1980-)。1949年から1953年まで米国海軍に所属。
ウィテカーはトレヴェニアン以外に、ロッド・ウィテカー、ニコラス・シアー（Nicholas Seare）、Beñat Le Cagotとして執筆している。警察小説『夢果つる街』は最初ジャン＝ポール・モラン（Jean-Paul Morin）名義で出版される予定だった。

## 生涯
覆面作家として、複数のペンネームで活躍した。また本名で映画学に関する著書も出版している。学生時代は演劇を志していた。
1972年に発表した『アイガー・サンクション』で初めてトレヴェニアンを名乗る。同作がクリント・イーストウッド監督・主演で映画化された際は脚本に参加し、ロッド・ウィテカー名義でクレジットされている。
翌1973年に続編の『ルー・サンクション』を発表後、トレヴェニアンという筆名を捨てて、モントリオールを舞台とした五部作からなる小説を別名義で発表しようとするが、元の出版社から契約違反として訴えられて敗訴し、『夢果つる街』を同じ名義で発表。このため、トレヴェニアンは1作ごとに作風を変えると評されるようになる。1979年に『シブミ』を発表、ベストセラーとなる。1983年『バスク、真夏の死』を発表後、長い沈黙に入り、死亡説が流れたこともある。1998年に15年ぶりの新作『ワイオミングの惨劇』を発表。2001年に唯一の短篇集”Hot Night in the City”を発表。2006年の『パールストリートのクレイジー女たち』が遺作となった。
生前は正体を明かさず、インタビューも電話取材が数件ある程度である。しかしながら、その正体はかなり早い段階で特定されており、80年代には一部の作家辞典にも本名が記載されていた。1998年に「ニューズウィーク」で受けたインタビュー記事には妻の描いた肖像画が写真の代わりに掲載された。
トレヴェニアンの死後に『シブミ』の続編として、2011年にドン・ウィンズロウにより『サトリ』が刊行された。同年に訳書が刊行（黒原敏行訳、早川書房 上下）した。

## 作品

### 長編小説
- 『アイガー・サンクション』The Eiger Sanction (1972) - 上田克之訳（河出書房新社：河出文庫）
- 『ルー・サンクション』The Loo Sanction (1973) - 上田克之訳（河出文庫）
- 1339 or so ...Being an Apology for a Pedlar (1975) - ニコラス・シアー名義。戯曲 Eve of the Bursting / All to Hell Laughing の小説化。
- 『夢果つる街』The Main (1976) - 北村太郎訳（角川書店：角川文庫）
- 『シブミ』Shibumi (1979) - 菊池光訳（早川書房、のちハヤカワ文庫(上下)、改版)
- Rude Tales and Glorious (1983) - ニコラス・シアー名義
- 『バスク、真夏の死』The Summer of Katya (1983) - 町田康子訳（角川文庫）
- 『ワイオミングの惨劇』Incident at Twenty-Mile (1998) - 雨沢泰訳（新潮文庫）
- 『パールストリートのクレイジー女たち』The Crazyladies of Pearl Street (2006) - 江國香織訳（ホーム社、のち集英社文庫）

### 短編集
- Hot Night in the City (2001) - 短編集。13の作品を収める。

### 短編小説
- 「林檎の樹」（The Apple Tree (2000)、三角和代訳、ミステリマガジン 2011年5月号
- Waking to the Spirit Clock (2003)

### 戯曲
- Eve of the Bursting (1959) - Rod Whitaker 名義。作・演出でワシントン大学の修士号を取得。
- Never Come Tuesday (1960)
- Autumn out of the Ashes (1965) - 1965年2月に著作権登録されている。
- All to Hell Laughing (1965) - Eve of the Bursting を改作。1965年4月、エイドリアン・ホール演出でトリニティ・レパートリー・カンパニーが上演。

### ノンフィクション
- "The Role of Film Music", MUSIC JOURNAL: educational music magazine, 1966, pp.68-70.
- "Christ on Stage", Dialog 5, Summer 1966, pp.226–7.
- The Content Analysis of Film: A Survey of the Field: an Exhaustive Study of "Quai des Brumes", and a Functional Description of the Elements of the Film Language (1966) - 仏映画『霧の波止場』（マルセル・カルネ監督）の研究。ノースウェスタン大学の博士号(Ph.D in communications and film) を取得した論文。
- The Film Language (1967) - 私家版。
- "Conversation: On translating Senecan tragedy into film", James Hynd (an interview with Rod Whitaker). Arion (Boston), Vol. 7 (Spring 1968), pp.58–67.
- Review of Running Away from Myself by Barbara Deming, Journal of Aesthetic Education, Vol.4, No.4, Special Issue: The Environment and the Aethetic Quality of Life, Oct. 1970, pp.152-3.
- The Language of Film (1970) - 邦訳はロッド・ホイッタカー『映画の言語』、法政大学出版局、1983年。
- "The Lawyer, the Lawman, and the Law: Public Image", Texas Law Review: Vol. 50, Iss. 4 (1972). pp.822–7.

### 映画
- Stasis (1968) - 監督、編集、出演（暴徒のリーダー役）。リチャード・クーリス（『悪魔のいけにえ2』撮影）と共同で脚本。原作はサルトルの『壁』。エスクァイア誌主催の第一回国際カレッジ・フィルム・フェスティヴァルでパブリッシャーズ･アウォードを受賞（1970年）。モノクロ、55分。
- Cinemania (1969) - 脚本、監督。1970年1月1日にNET(現PBS)の番組　"NET Playhouse: Thoughts of the Artist on Leaving the Sixties" で放送された。白ずくめの黒人スーパーカウボーイが60年代「ニューシネマ」の代表的キャラクター達を決闘で葬り去る。オムニバス映画"Genesis III" にも収録された。カラー、10分。
- ウ・タント国連事務総長テキサス大学訪問記録映像（米国文化情報局、1970年） - プロデューサー、ディレクター。
- The Eiger Sanction (1975) - 上記『アイガー・サンクション』脚本。

## インタビュー
- 1969年11月8日 - Men and Ideas, KLRN-TV. - ウィテカーとして。
- 1974年3月1日 - The Daily Texan 紙 - ウィテカーとして。
- 1979年5月7日 - New York 誌
- 1979年6月10日 - The New York Times 紙
- 1980年8月31日 - Toronto Star 紙
- 1998年春 - American Go Journal 誌
- 1998年8月10日 - Publisher's Weekly 誌
- 1998年10月12日 - Newsweek 誌
- 2005年6月13日 - Times Union 紙
- 2005年7月17日 - Hartford Courant 紙